# ピンチはチャンス バカになろうぜ!
「ピンチはチャンス バカになろうぜ!」は、メロン記念日×ニューロティカのシングル。2009年7月22日に発売された。

## 概要
メロン記念日が行った『ロック化計画コラボレーションシングル』シリーズの第二弾。ニューロティカとのコラボレーション。
全国のタワーレコード店舗、タワーレコードオンラインショップ、メロン記念日のコンサート及びイベントの物販のみで発売された。

## ディスクジャケット
裏ジャケットにはメロン記念日の「ロ」の字が記載されている。

## セルフカバー
メロン記念日解散後にリリースされたニューロティカのアルバム『俺達が歩く道』に、セルフカバーが収録された。村田めぐみと大谷雅恵がコーラスで参加している。

## 収録曲
作詞：ATSUSHI 作曲：KATARU 編曲：ニューロティカ
1. ピンチはチャンス バカになろうぜ!
2. ピンチはチャンス バカになろうぜ!（Instrumental）